# Somaly Mam

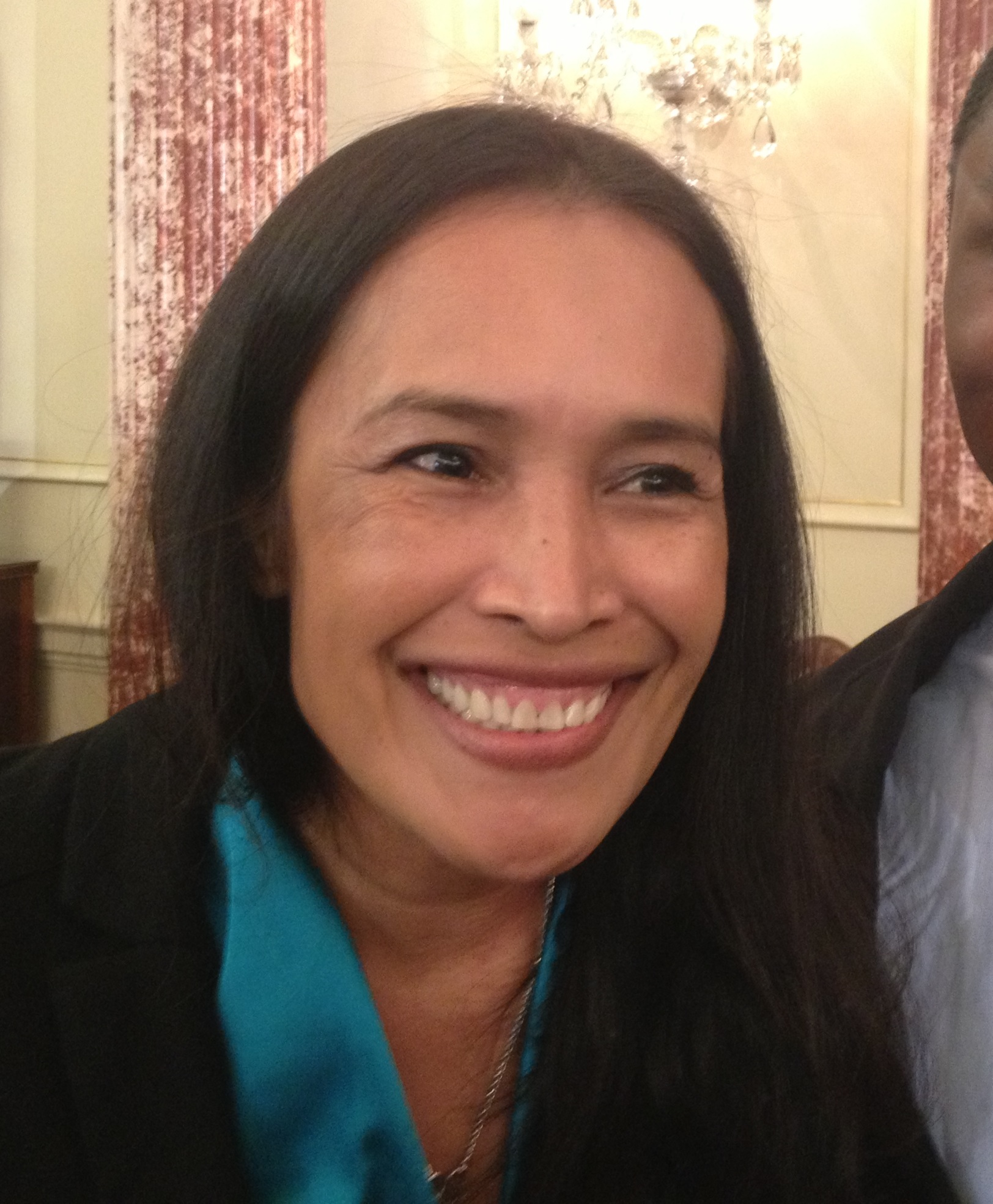
Somaly Mam (2013)

Somaly Mam (* 1970 in Bou Sra in der kambodschanischen Provinz Mondulkiri) ist eine Aktivistin im Kampf gegen die sexuelle Ausbeutung von jungen Mädchen und Frauen.

## Leben
Somaly Mam wuchs in ärmlichen Verhältnissen auf und geriet in ihrer Kindheit in ein Netz von Sklaverei und sexueller Ausbeutung. Mehrere Jahre wurde sie in einem Bordell in Phnom Penh zur Prostitution gezwungen, konnte jedoch unter Hilfe 1993 nach Frankreich fliehen. In Paris heiratete sie Pierre Legros. 1996 gründete sie die internationale Organisation AFESIP (Agir pour les Femmes en Situation Précaire), die sich gegen Kinderprostitution und Menschenhandel in Asien einsetzt. 2007 gründete sie zusammen mit den Amerikanern Jared Greenberg und Nicholas Lumpp die Somaly Mam Foundation, deren Präsidentin sie ist. Ziel der Stiftung ist die internationale Aufklärung über die Situation von Zwangsprostituierten sowie Hilfe beim Ausstieg unter dem Motto „Überlebende helfen Überlebenden“. Laut eigener Aussage hat ihre Organisation in den vergangenen zwölf Jahren 5000 Mädchen gerettet (Stand: 2010).
Somaly Mam versucht, ein öffentliches Bewusstsein für Kinderprostitution, Menschenhandel und Korruption in Kambodscha zu schaffen. Doch hochgradige Politiker und Beamte werden auch der Mittäterschaft beschuldigt, was ihr viele mächtige Gegner einbringt.

„Die Gewaltherrschaft und der lange Bürgerkrieg haben dieses Land moralisch zugrunde gerichtet. Die Khmer wissen gar nicht mehr, wer sie eigentlich sind. Natürlich - noch heute kann man, vor allem auf den Feldern, wunderbaren Menschen begegnen, die nicht zögern, jede Mahlzeit zu teilen. Aber in den Städten herrschen fast überall Korruption, Verbrechen und die Gier nach Geld.“

Im Mai 2014 veröffentlichte Newsweek eine Titelgeschichte, nach der die Biografie von Somaly Mam frei erfunden ist und sie wiederholt junge Frauen dazu veranlasst habe, erfundene Geschichten von sexueller Ausbeutung gegenüber Medien (auch in den USA und Frankreich) darzustellen. Mam trat daraufhin von all ihren Ämtern zurück.
2015 gründete sie eine neue Organisation, den New Somaly Mam Fund.

## Auszeichnungen
1998 erhielt sie aus den Händen des spanischen Kronprinzen den Prinz-von-Asturien-Preis für „Internationale Zusammenarbeit“.
Bei der Eröffnungsfeier der Olympischen Winterspiele 2006 in Turin (Italien) gehörte sie zu den acht Fahnenträgerinnen.
Im Oktober 2006 wurde sie von der amerikanischen Zeitschrift Glamour in der New Yorker Carnegie Hall als WOMAN OF THE YEAR ausgezeichnet – u. a. mit Sandra Bullock, Queen Latifah, Katherine Jefferts Schori, Laurie David, Tammy Duckworth und Billie Jean King.
2008 wurde ihr vom deutschen Bundespräsidenten Horst Köhler der mit einer Million Euro dotierte Roland Berger Preis für Menschenwürde überreicht.
2008 wurde sie mit dem The World’s Children’s Prize for the Rights of the Child der schwedischen Regierung ausgezeichnet.
2009 wählte sie das Time Magazin unter die 100 einflussreichsten Menschen des Jahres.
2011 saß sie in einer Jury bestehend aus einflussreichen Persönlichkeiten, die an der Auswahl des universellen Logos für Menschenrechte beteiligt waren.